# Indigofera fulgens
Indigofera fulgens är en ärtväxtart som beskrevs av John Gilbert Baker. Indigofera fulgens ingår i släktet indigosläktet, och familjen ärtväxter.

## Underarter
Arten delas in i följande underarter:
- I. f. brachybotrys
- I. f. fulgens